# Rui Machida
Rui Machida (町田瑠唯, Machida Rui), née le 8 mars 1993 à Asahikawa sur l'îles d'Hokkaidō au Japon est une joueuse internationale japonaise de basket-ball et femme d'affaires. Elle joue au Japon pour les Fujitsu Red Wave en WJBL et elle a aussi joué 1 saison pour les Mystics de Washington en WNBA aux États-Unis. 
Avec la sélection Japonaise elle remporte la coupe d'Asie en 2015, 2017 et 2019. Machida fait partie de l'équipe qui a fini deuxième des jeux olympiques de 2020 et elle est sélectionnée dans le Meilleur cinq du tournoi.

## Biographie
Rui Machida est née le 8 mars 1993 à Asahikawa, ville située sur l'île d'Hokkaidō, au Japon.
Elle joue depuis 2011 pour le club Fujitsu Red Wave basé à Kawasaki et qui évolue en ligue féminine japonaise de basket-ball. 
Elle fait ses débuts internationaux en 2014 lors des Jeux asiatiques de 2014 et représente le Japon aux Jeux olympiques d'été 2016 et 2020.
Meneuse de petite taille (1,62 m), elle se distingue par ses passes décisives. En quart de finale des Jeux olympiques de Tokyo, elle égalise le record de 15 passes établi par l’américaine Teresa Edwards en 1996 à Atlanta,. Elle se surpasse en demi-finale en réalisant 18 passes dans la victoire contre la France.
Elle fait partie des douze sélectionnées pour le tournoi olympique de 2020, disputé en 2021 en raison de la pandémie de Covid-19, qui remporte la médaille d'argent. Elle est élue dans le meilleur cinq de la compétition.

## Palmarès
- Médaillée d'or à la Coupe d'Asie féminine de basket-ball 2019
- Médaillée d'or à la Coupe d'Asie féminine de basket-ball 2017
- Médaillée d'or au Championnat d'Asie féminin de basket-ball 2015
- Médaillée de bronze aux Jeux asiatiques de 2014
- Médaille d'argent aux Jeux olympiques de 2020 à Tokyo[5]

## Distinctions personnelles
- Meilleur cinq du Tournoi olympique de 2020[6].